# Mâm xoay (trên bàn)

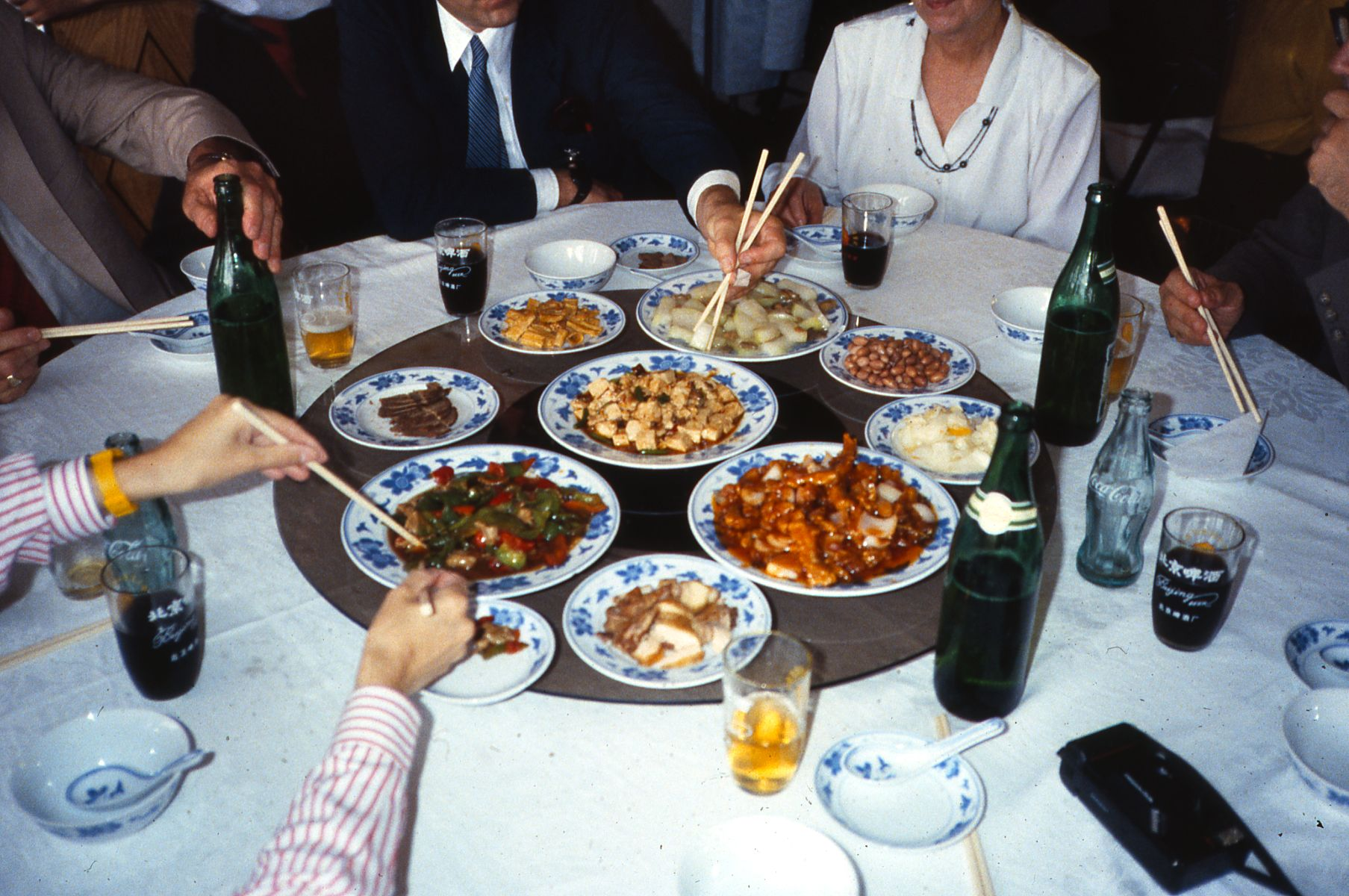
Một mâm xoay trong nhà hàng Trung Quốc

Mâm xoay là một bàn xoay (hay một khay xoay) đặt trên bàn hoặc trên quầy bàn để giúp việc phân phối thực phẩm. Mâm xoay có thể làm bằng nhiều vật liệu khác nhau, nhưng thường là bằng thủy tinh, gỗ, hoặc nhựa. Chúng có hình tròn và được đặt ngay chính giữa bàn để các thực khách có thể chia sẻ các món ăn dễ dàng hơn. Mặc dù chúng được phổ biến trong các nhà hàng Trung Quốc, nhưng mâm xoay chính là một phát minh của phương Tây. Chính vì bản chất ẩm thực Trung Quốc, nhất là món điểm tâm Quảng Đông, mà tại các nhà hàng Trung Quốc trịnh trọng ở Mỹ, các mâm xoay này được phổ biến còn hơn cả ở Trung Quốc đại lục và hải ngoại. Theo tiếng Trung Hoa, chúng được gọi là 餐桌转盘 (phồn thể: 餐桌轉盤; Hán-Việt: xan trác chuyển bàn) có nghĩa là "mâm xoay bàn ăn".